# Kaj Børge Vollesen
Kaj Børge Vollesen (1946) es un botánico sueco, que ha trabajado extensamente con las familias Acanthaceae, y Malvaceae, en Kew Gardens, habiendo desarrollado extensas expediciones botánicas a Tanzania y Etiopía.

## Algunas publicaciones

### Libros
- henk Beentje, iain Darbyshire, kaj borge Vollesen, s.a. Ghazanfar, ensermu Kelbessa. 2008. Flora of Tropical East Africa: Acanthaceae, parte 2. Ed. East African govs. & Royal Botanic Gardens, Kew, 286 pp. ISBN 1842462172, ISBN 9781842462171

- bernard Verdcourt, iain Darbyshire, h.j. Beentje, j.e. Burrows, r.j. Johns, s.a. Ghazanfar, c. Whitehouse, s.m. Phillips, s. Nemomissa, john t. Mickel, e.a. Omino, w.r. quentin Luke, r.m. Polhill, j. Grimshaw, k. Hoenselaar, p.j. Edwards, b.s. Parris, vanessa Plana, martin j.s. Sands, j. wiland-Szymańska, i. Nordal, sally Bidgood, k.b. Vollesen, et al.. 2006. Flora of Tropical East Africa. Ed. Royal Botanical Gardens, 75 pp. ISBN 1842461664, ISBN 9781842461662

- ib Friis, k.b. Vollesen. 2005. Flora of the Sudan-Uganda Border Area East of the Nile: Catalogue of vascular plants, 2nd part, vegetation and phytogeography. II. Biologiske skrifter, ISSN 0366-3612 Ed. Kgl. Danske Videnskabernes Selskab, 457 pp. ISBN 8773043184, ISBN 9788773043189

- k.b. Vollesen. 1987. Native Species of Gossypium (Malvaceae) in Africa, Arabia and Pakistan (resumen online. Kew Bull. 42 (2): 337-349

## Honores

### Eponimia
Especies (15 + 2 registros)
- (Acanthaceae) Dicliptera vollesenii I.Darbysh.[3]

- (Acanthaceae) Mimulopsis volleseniana E.A.Tripp & T.F.Daniel[4]

- (Orchidaceae) Bilabrella vollesenii (S.Thomas & P.J.Cribb) Szlach. & Kras-Lap.[5]

- (Rubiaceae) Afrocanthium vollesenii (Bridson) Lantz[6]
- La abreviatura «Vollesen» se emplea para indicar a Kaj Børge Vollesen como autoridad en la descripción y clasificación científica de los vegetales.[7]